# Качковский, Михаил Алексеевич

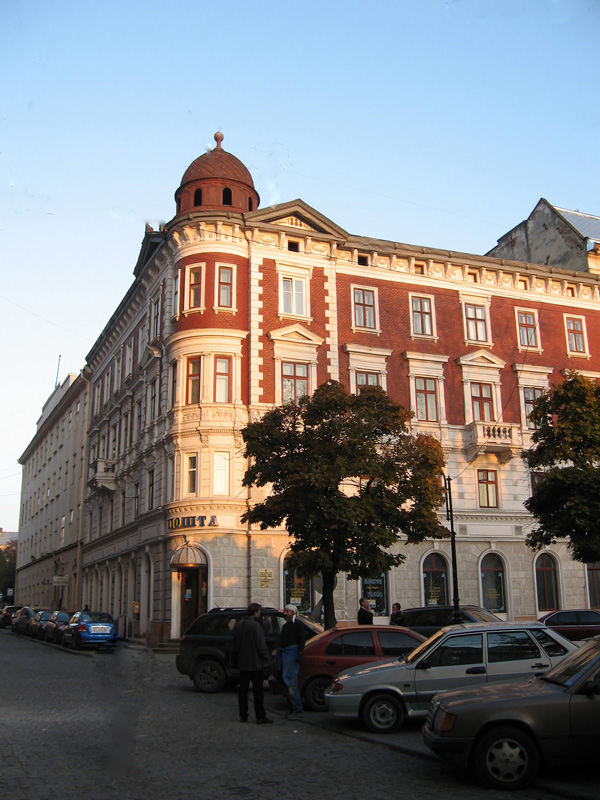
Бывшее здание Общества имени Михаила Качковского во Львове

Михаи́л Алексе́евич Качко́вский (укр. Михайло́ Качко́вський, пол. Mychajło Kaczkowśkyj; 9 июля 1802, село Дубно, Королевство Галиции и Лодомерии, Австро-Венгрия — 20 августа 1872, Кронштадт, Российская империя) —  галицкий будитель, общественный деятель и меценат, публицист, юрист.

## Биография
Родился в семье священника, изучал право во Львовском университете, служил судьёй в Самборе.
Михаил Алексеевич Качковский во всём себе отказывал и копил из своего небольшого жалованья средства на общественные нужды. В 1861 году Михаил Качковский основал во Львове газету «Слово», первую независимую большую политическую русскую газету в Галиции, которая служила органом старорусской партии и просуществовала до 1887 года; редактором её он избрал Богдана Дедицкого, который благодаря поддержке М.Качковского получил возможность стать первым в Галиции русским профессиональным журналистом. 
Всё своё состояние, 80 000 гульденов (около 60 000 рублей), Михаил Качковский завещал на народные цели. На эти средства и в память заслуг Михаила Качковского в 1874 году, по инициативе Ивана Наумовича, было основано в Галиции «Общество имени Михаила Качковского», имевшее своей задачей просвещение и поднятие уровня экономического благосостояния русинов, путём распространения знаний, издания народных книг.
Умер во время путешествия по России. Похоронен в Кронштадте, на его могиле членами Петербургского славянского благотворительного общества был поставлен памятник.

## Идентичность
В первой половине XIX в. русская идентичность на территории Австро-Венгрии только начинала возрождаться, после революции 1848-49 гг. постепенно разделившись на два лагеря: народовцев (украинофилов) и московфилов (более известных как Галицкие русофилы). Однако при жизни Михаила Качковского себя он не причислял к партии московфилов. Распространенное мнение о его принадлежности к московофильской партии появилось уже после его смерти, когда русофилы во главе с Иваном Наумовичем в противовес народнической Просвите решили создать подобное общество русофильского направления. Имя Качковского было присвоено не только как дань его деятельности, но и как средство получение финансирования из 60 тыс. злотых рынских которые Михаил Алексеевич за завещанием оставил Народному дому на культурно-просветительную деятельность. И закрепилось после издания русофилом Богданом Дедицким его первой биографии. 
В современной украинской историографии Михаила Качковского причисляют как к народовцам, так и к русофилам.